# 基督教社会党 (比利时德语社群)
基督教社会党（德語：Christlich Soziale Partei）是比利时德語社群的一个基督教民主主義政党，现任党主席为吕克·弗兰克（Luc Frank）。该党与弗拉芒政党基督教民主和弗拉芒和法语政党人道主义民主中心为姊妹政党关系。

## 政党标志

2014年以前
2014年起